# Torcello

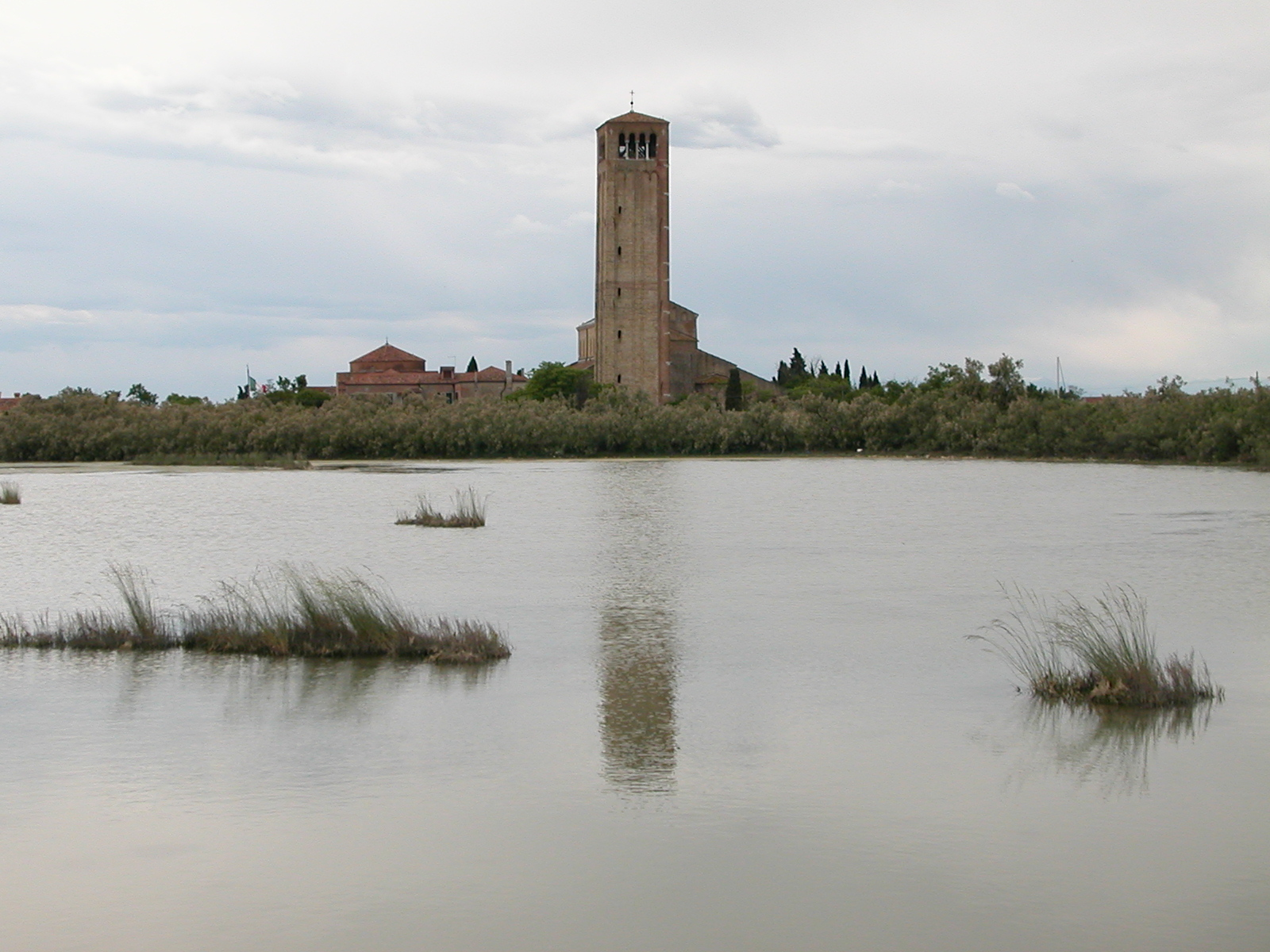
Torcello

Torcello är en nästan obebodd ö i Laguna morta, den norra delen av Venediglagunen. 
Ön var från 638 till 1689 säte för biskoparna av Altinum. Ön blev ett viktigt centrum för politik och handel under denna period. På 1000-talet hade den cirka 10 000 invånare och var större och rikare än Venedig. Efter 1200-talet förlorade staden sin betydelse. Ön hade fortfarande kvar ett råd som hade rätt att nominera en podestà (borgmästare) från Venedig för att styra ön. Lagunen blev så småningom till ett träsk och nästan alla invånare flyttade till Murano eller Venedig. Ön har för närvarande cirka 20-tal invånare.
Endast ett fåtal av de en gång många magnifika byggnaderna på ön har bevarats. Den mest kända byggnaden är katedralen Santa Maria Assunta från år 639, vilken har rika bysantinska mosaiker och andra dekorationer från 1100-talet. Kyrkan Santa Fosca och två palats från 1400-talet, som nu innehåller ett litet museum, finns också kvar.

## Galleri

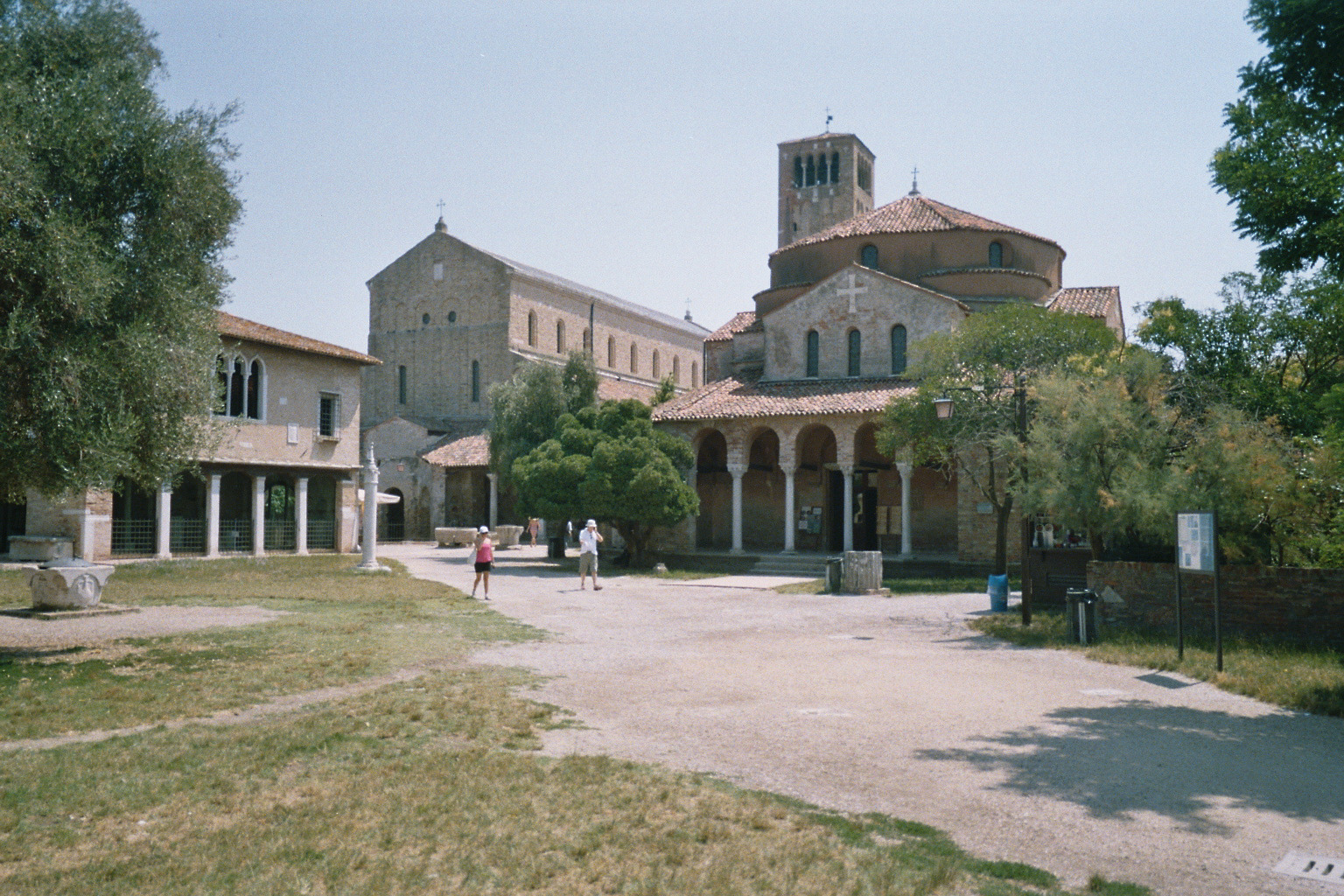
Piazza di Torcello
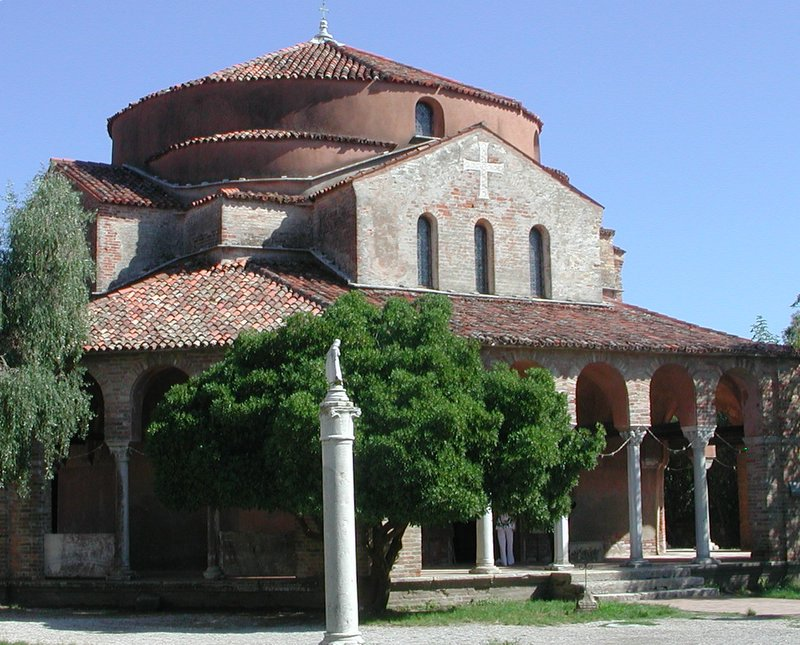
Chiesa di Santa Fosca
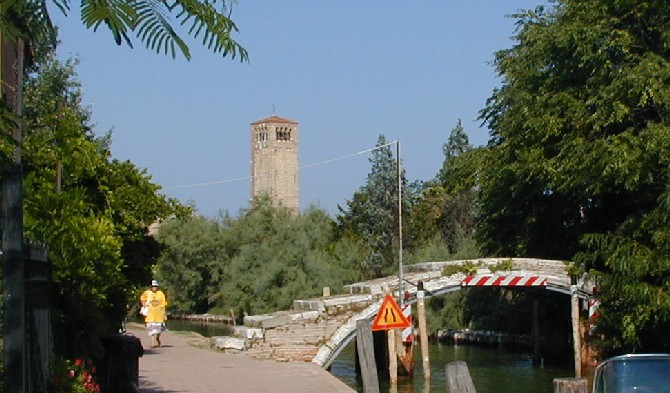
Ponte del Diavolo